# Ein Kind war Zeuge
Ein Kind war Zeuge (Originaltitel: Hunted) ist ein britisches Filmdrama von Regisseur Charles Crichton aus dem Jahr 1952 mit Dirk Bogarde, Jon Whiteley, Elizabeth Sellars und Kay Walsh in den Hauptrollen. Der Film wurde von der Rank Organisation produziert und gewann im selben Jahr den Goldenen Leopard für die Beste Regie beim Locarno International Film Festival.

## Handlung
Robbie, ein sechsjähriger schottischer Waisenjunge, der in London bei strengen Adoptiveltern lebt, hat in seiner Wohnung beim verbotenen Spiel mit Streichhölzern einen kleinen Brand verursacht und läuft aus Angst vor Strafe weg. Im Keller eines ausgebombten Hauses trifft er auf Chris Lloyd, der neben der Leiche eines Mannes steht (wie der Zuschauer später erfährt, war dies der Chef und Liebhaber von Lloyds Frau und wurde von Lloyd vermutlich im Affekt aus Eifersucht getötet). Lloyd entschließt sich, den Jungen, nun einziger Zeuge des Mordes, mit sich zu nehmen, zumal Robbie keinesfalls nach Hause will.
Während die beiden vor der Polizei nach Schottland fliehen, wächst Vertrauen und Freundschaft zwischen ihnen. Robbie erfährt von Lloyd mehr Zuwendung als von seinen Adoptiveltern, Lloyd andererseits fühlt sich für den Jungen instinktiv verantwortlich, zumal sich bei der ersten Übernachtung in einer Pension herausstellt, dass Robbie körperlich misshandelt wurde. Andererseits wird Lloyd mittlerweile auch als Kindesentführer gesucht, so dass Robbies Gesellschaft ihm gefährlich wird, doch der ist fest entschlossen, bei Lloyd zu bleiben.
Zu Fuß schlagen sie sich zu Lloyds Bruder Jack durch; um nicht gesehen zu werden, müssen sie im Freien übernachten und haben kaum etwas zu essen, was Robbie sehr entkräftet. Doch auch bei Jack können sie aus Rücksicht auf seine Reputation nicht bleiben. Als letzte Chance stiehlt Lloyd im Hafen ein Fischerboot. Als sie damit auf dem offenen Meer sind und nicht mehr verfolgt werden, bemerkt Lloyd eines Morgens, dass Robbie hohes Fieber hat, nicht mehr sprechen kann und dringend ärztliche Hilfe benötigt. Um den Jungen zu retten, kehrt er um und gibt damit die schon erfolgreiche Flucht auf. Der Film endet, als sie wieder im Hafen einlaufen und Lloyd den Jungen auf seinen Armen durch die erwartungsvoll versammelte Menge trägt.

## Synchronisation
Die deutsche Synchronisation wurde von der Rank-Film Synchron-Produktion Hamburg erstellt.
| Rolle       | Darsteller        | Synchronstimme        |
| ----------- | ----------------- | --------------------- |
| Chris Lloyd | Dirk Bogarde      | Wolfgang Rottsieper   |
| Robbie      | Jon Whiteley      | Andreas von der Meden |
| Magda Lloyd | Elizabeth Sellars | Dagmar Altrichter     |
| Mrs. Sykes  | Kay Walsh         | Annemarie Schradiek   |

## Kritiken
„Ein Mörder aus Eifersucht nimmt den einzigen Zeugen seiner Tat, einen verschüchterten kleinen Jungen, mit auf die Flucht. Als das Kind gefährlich erkrankt, opfert er seine schon fast gesicherte Freiheit und stellt sich der Polizei. Sympathisch gespielter Kriminalfilm mit großer Spannung und starker emotionaler Wirkung.“

„Bei allem Zweifel an der Wahrscheinlichkeit der Handlung wegen der guten Wiedergabe der Hauptrollen ein annehmbarer Unterhaltungsfilm. Für Kinder allerdings zu verwirrend.“

## Produktionsnotizen
Die Bauten stammen von Alex Vetchinsky, George Blackler zeichnete als Maskenbildner verantwortlich und die Produktionsleitung hatte George Mills. Drehorte des Films lagen in Pimlico, London.
Erstaufführung war der 17. März 1952, am 7. Oktober 1952 kam der Film in die Kinos. Im deutschen TV wurde er erstmals am 24. August 1963 vom ZDF ausgestrahlt.

## Auszeichnungen
- 1952: Goldener Leopard für die Beste Regie für Charles Crichton beim Locarno International Film Festival

## DVD
Der Film wurde am 18. Februar 2004 von Koch Media auf DVD mit einkanaligem Ton Deutsch und Englisch herausgebracht. 